# Royal Rumble (2007)
Royal Rumble 2007 fue la vigésima edición del Royal Rumble, un evento pago por visión de lucha libre profesional de la World Wrestling Entertainment. Tuvo lugar el 28 de enero de 2007 desde el AT&T Center en San Antonio, Texas. El tema oficial del evento fue "Drones" del grupo Rise Against.
Esta fue la primera vez en que la ECW participó en un Royal Rumble y el ganador pudo optar por una lucha titular por el Campeonato de la ECW. Además fue la primera vez en que el número de participantes fue distinto dependiendo de la marca (con 13 RAW, 10 desde SmackDown! y 7 desde ECW); en años anteriores la distribución era de 15 luchadores desde SmackDown! y 15 luchadores desde RAW.

## Resultados
- Dark Match: JTG (con Shad Gaspard) derrotó a Lance Cade (con Trevor Murdoch)
  - JTG cubrió a Cade con un "Roll-Up".
- The Hardy Boyz (Matt y Jeff) derrotaron a MNM (Joey Mercury y Johnny Nitro) (con Melina) (15:27)
  - Jeff cubrió a Nitro después de un "Twist Of Fate" de Matt y un "Swanton bomb".
- Bobby Lashley derrotó a Test por cuenta fuera, reteniendo el Campeonato Mundial de la ECW (14:36)
  - Test perdió por cuenta fuera, tras decidir no regresar al ring y marcharse del combate.
  - Cuando el combate acabó, Lashley corrió a atacar a Test, mientras este último se iba de la arena.
  - Esta fue la última lucha de Test en un PPV de WWE.
- Batista derrotó a Mr. Kennedy reteniendo el Campeonato Mundial de Peso Pesado (12:55)
  - Batista cubrió a Kennedy después de un "Batista Bomb".
- John Cena derrotó a Umaga (con Armando Estrada) en un Last Man Standing Match reteniendo el Campeonato de la WWE (23:09)
  - Umaga no pudo levantarse antes del conteo de 10, después de que Cena le aplicara una "STFU", usando una cuerda del ring, ahorcándolo con la misma.
- The Undertaker ganó el Royal Rumble 2007 (56:18)
  - Undertaker eliminó finalmente a Shawn Michaels, ganando la lucha.

## Royal Rumble entradas y eliminaciones

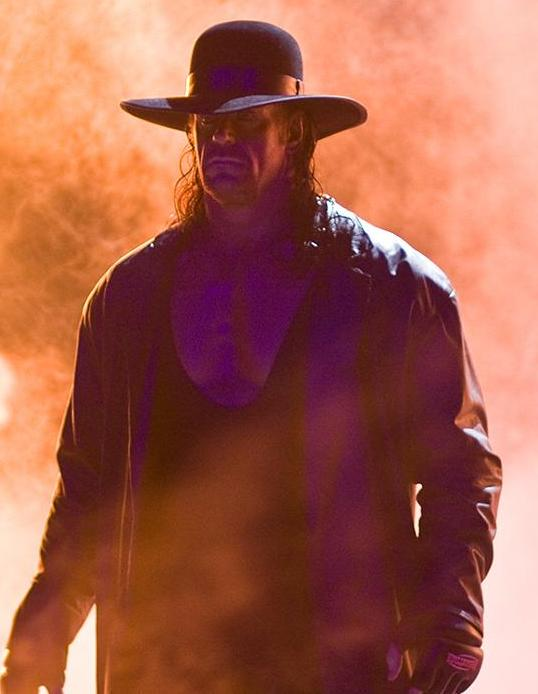
The Undertaker, el ganador del Royal Rumble 2007.

Rojo ██ indica las superestrellas de RAW, azul ██ indica las superestrellas de Smackdown!, y gris ██ indica las superestrellas de ECW. Cada 90 segundos aproximadamente entra un nuevo luchador.
| Entradas | Entradas                 | Eliminado por | Eliminado por                                           | Tiempo |
| -------- | ------------------------ | ------------- | ------------------------------------------------------- | ------ |
| 1        | Ric Flair                | 1             | Dykstra & Edge                                          | 05:40  |
| 2        | Finlay                   | 12            | Michaels                                                | 32:33  |
| 3        | Kenny Dykstra            | 2             | Edge                                                    | 04:05  |
| 4        | Matt Hardy               | 9             | Orton                                                   | 18:55  |
| 5        | Edge                     | 28            | Michaels                                                | 44:02  |
| 6        | Tommy Dreamer            | 3             | Kane                                                    | 06:41  |
| 7        | Sabu                     | 4             | Kane                                                    | 05:28  |
| 8        | Gregory Helms            | 5             | Booker                                                  | 06:50  |
| 9        | Shelton Benjamin         | 14            | Michaels                                                | 22:22  |
| 10       | Kane                     | 11            | Booker                                                  | 13:21  |
| 11       | CM Punk                  | 22            | Khali                                                   | 27:16  |
| 12       | King Booker              | 10            | Kane                                                    | 09:22  |
| 13       | Super Crazy              | 7             | Edge & Orton                                            | 04:32  |
| 14       | Jeff Hardy               | 8             | Edge                                                    | 03:39  |
| 15       | The Sandman              | 6             | Booker                                                  | 00:13  |
| 16       | Randy Orton              | 27            | Michaels                                                | 27:15  |
| 17       | Chris Benoit             | 19            | Khali                                                   | 17:52  |
| 18       | Rob Van Dam              | 21            | Khali                                                   | 16:28  |
| 19       | Viscera                  | 13            | Edge, Punk, RVD, Benoit, Nitro, Benjamin, Holly & Thorn | 06:22  |
| 20       | Johnny Nitro             | 15            | Benoit                                                  | 06:18  |
| 21       | Kevin Thorn              | 16            | Benoit                                                  | 06:15  |
| 22       | Hardcore Holly           | 18            | Khali                                                   | 10:21  |
| 23       | Shawn Michaels           | 29            | Undertaker                                              | 24:11  |
| 24       | Chris Masters            | 17            | RVD                                                     | 03:32  |
| 25       | Chavo Guerrero           | 24            | Khali                                                   | 06:24  |
| 26       | Montel Vontavious Porter | 26            | Undertaker                                              | 07:32  |
| 27       | Carlito                  | 23            | Khali                                                   | 03:19  |
| 28       | The Great Khali          | 25            | Undertaker                                              | 03:45  |
| 29       | The Miz                  | 20            | Khali                                                   | 00:07  |
| 30       | The Undertaker           | -             | Ganador                                                 | 13:15  |

1. ↑  King Booker volvió al ring después de ser eliminado y eliminó a Kane.

## Otros roles
| Comentaristas en inglés - Michael Cole - SmackDown! / Royal Rumble Match - Jerry "The King" Lawler - RAW / Royal Rumble match - John "Bradshaw" Layfield - SmackDown! / Royal Rumble match - Jim Ross - RAW - Joey Styles - ECW - Tazz - ECW Comentaristas en español - Carlos Cabrera - Hugo Savinovich Árbitros de RAW - Mike Chioda - Jack Doan - Marty Elías Árbitros de SmackDown - Nick Patrick - Jim Korderas - Charles Robinson Árbitros de ECW - Mickie Henson - Scott Armstrong | Entrevistadores - Todd Grisham Otros - Tony Chimel - Anunciador de SmackDown! - Jonathan Coachman - Asistente ejecutivo de RAW - Lilian García - Anunciadora de RAW / Anunciadora del Royal Rumble - Kelly Kelly - En la máquina seleccionardora de números - Theodore Long - General Manager de SmackDown! - Justin Roberts - Anunciador de ECW |